# Bundestagswahlkreis Ludwigshafen/Frankenthal
Der Bundestagswahlkreis Ludwigshafen/Frankenthal (Wahlkreis 206; bis zur Bundestagswahl 2021 Wahlkreis 207) ist ein Wahlkreis in Rheinland-Pfalz. Er umfasst die kreisfreien Städte Ludwigshafen am Rhein und Frankenthal (Pfalz) sowie aus dem Rhein-Pfalz-Kreis die verbandsfreien Gemeinden Bobenheim-Roxheim, Böhl-Iggelheim, Limburgerhof und Mutterstadt und die Verbandsgemeinden Dannstadt-Schauernheim, Lambsheim-Heßheim und Maxdorf sowie Altrip und Neuhofen aus der Verbandsgemeinde Rheinauen.
In der aktuellen Abgrenzung existiert der Wahlkreis seit der Wahlkreisreform von 2002. Er ging aus dem Vorgängerwahlkreis Ludwigshafen hervor, dem 2002 die Gemeinden Frankenthal (Pfalz), Bobenheim-Roxheim und Lambsheim sowie die Verbandsgemeinden Heßheim und Maxdorf aus dem aufgelösten Wahlkreis Frankenthal hinzugefügt wurden. Frankenthal (Pfalz) hatte zusammen mit seiner näheren Umgebung bereits von 1949 bis 1965 zum Wahlkreis Ludwigshafen am Rhein gehört.
Im Wahlkreis Ludwigshafen kam es zwischen 1976 und 1998 zu überregional mit besonderem Interesse verfolgten Zweikämpfen um das Direktmandat zwischen dem CDU-Kandidaten Helmut Kohl und den jeweiligen Gegenkandidaten der SPD.

## Wahlkreisgeschichte
| Wahl      | Wahlkreisname                | Gebiet |
| --------- | ---------------------------- | --- |
| 1949      | 11 Ludwigshafen am Rhein     | Ludwigshafen am Rhein, Frankenthal (Pfalz), Landkreis Ludwigshafen, Landkreis Frankenthal (Pfalz) ohne den Amtsgerichtsbezirk Grünstadt |
| 1953–1961 | 158 Ludwigshafen am Rhein    | Ludwigshafen am Rhein, Frankenthal (Pfalz), Landkreis Ludwigshafen, Landkreis Frankenthal (Pfalz) ohne den Amtsgerichtsbezirk Grünstadt |
| 1965–1969 | 159 Ludwigshafen             | Ludwigshafen am Rhein, Landkreis Ludwigshafen |
| 1972–1976 | 159 Ludwigshafen             | Ludwigshafen am Rhein, vom Landkreis Ludwigshafen die Gemeinden Altrip, Böhl-Iggelheim, Limburgerhof, Mutterstadt und Neuhofen sowie die Verbandsgemeinde Dannstadt-Schauernheim                                                                     |
| 1980–1998 | 157 Ludwigshafen             | Ludwigshafen am Rhein, vom Landkreis Ludwigshafen die Gemeinden Altrip, Böhl-Iggelheim, Limburgerhof, Mutterstadt und Neuhofen sowie die Verbandsgemeinde Dannstadt-Schauernheim                                                                     |
| 2002      | 210 Ludwigshafen/Frankenthal | Ludwigshafen am Rhein, Frankenthal (Pfalz), vom Rhein-Pfalz-Kreis die Gemeinden Altrip, Bobenheim-Roxheim, Böhl-Iggelheim, Lambsheim, Limburgerhof, Mutterstadt und Neuhofen sowie die Verbandsgemeinden Dannstadt-Schauernheim, Heßheim und Maxdorf |
| 2005      | 209 Ludwigshafen/Frankenthal | Ludwigshafen am Rhein, Frankenthal (Pfalz), vom Rhein-Pfalz-Kreis die Gemeinden Altrip, Bobenheim-Roxheim, Böhl-Iggelheim, Lambsheim, Limburgerhof, Mutterstadt und Neuhofen sowie die Verbandsgemeinden Dannstadt-Schauernheim, Heßheim und Maxdorf |
| 2009–2013 | 208 Ludwigshafen/Frankenthal | Ludwigshafen am Rhein, Frankenthal (Pfalz), vom Rhein-Pfalz-Kreis die Gemeinden Altrip, Bobenheim-Roxheim, Böhl-Iggelheim, Lambsheim, Limburgerhof, Mutterstadt und Neuhofen sowie die Verbandsgemeinden Dannstadt-Schauernheim, Heßheim und Maxdorf |
| 2017–2021 | 207 Ludwigshafen/Frankenthal | Ludwigshafen am Rhein, Frankenthal (Pfalz), vom Rhein-Pfalz-Kreis die Gemeinden Altrip, Bobenheim-Roxheim, Böhl-Iggelheim, Lambsheim, Limburgerhof, Mutterstadt und Neuhofen sowie die Verbandsgemeinden Dannstadt-Schauernheim, Heßheim und Maxdorf |
| 2025–     | 206 Ludwigshafen/Frankenthal | Ludwigshafen am Rhein, Frankenthal (Pfalz), vom Rhein-Pfalz-Kreis die Gemeinden Altrip, Bobenheim-Roxheim, Böhl-Iggelheim, Lambsheim, Limburgerhof, Mutterstadt und Neuhofen sowie die Verbandsgemeinden Dannstadt-Schauernheim, Heßheim und Maxdorf |

Im Jahre 1969 wurde der Ostteil des ehemaligen Landkreises Frankenthal (Pfalz) in den Landkreis Ludwigshafen eingegliedert. Der Landkreis Ludwigshafen wurde 2004 in Rhein-Pfalz-Kreis umbenannt.

## Wahlkreisabgeordnete
| Wahl | Abgeordneter                           | Abgeordneter                           | Partei                                 | Stimmen in %                           |
| ---- | -------------------------------------- | -------------------------------------- | -------------------------------------- | -------------------------------------- |
| 1949 |                                        | Friedrich Wilhelm Wagner               | SPD                                    | 43,1                                   |
| 1953 | 43,3                                   | Friedrich Wilhelm Wagner               | SPD                                    |                                        |
| 1957 | 45,2                                   | Friedrich Wilhelm Wagner               | SPD                                    |                                        |
| 1961 | 47,0                                   | Friedrich Wilhelm Wagner               | SPD                                    |                                        |
| 1965 |                                        | Hans Bardens                           | SPD                                    | 51,1                                   |
| 1969 | 54,9                                   | Hans Bardens                           | SPD                                    |                                        |
| 1972 | 58,9                                   | Hans Bardens                           | SPD                                    |                                        |
| 1976 | 53,1                                   | Hans Bardens                           | SPD                                    |                                        |
| 1980 | 54,1                                   | Hans Bardens                           | SPD                                    |                                        |
| 1983 |                                        | Manfred Reimann                        | SPD                                    | 47,7                                   |
| 1987 | 46,0                                   | Manfred Reimann                        | SPD                                    |                                        |
| 1990 |                                        | Helmut Kohl                            | CDU                                    | 44,7                                   |
| 1994 | 46,0                                   | Helmut Kohl                            | CDU                                    |                                        |
| 1998 |                                        | Doris Barnett                          | SPD                                    | 47,9                                   |
| 2002 | 47,3                                   | Doris Barnett                          | SPD                                    |                                        |
| 2005 | 43,4                                   | Doris Barnett                          | SPD                                    |                                        |
| 2009 |                                        | Maria Böhmer                           | CDU                                    | 38,4                                   |
| 2013 | 43,3                                   | Maria Böhmer                           | CDU                                    |                                        |
| 2017 |                                        | Torbjörn Kartes                        | CDU                                    | 32,2                                   |
| 2021 |                                        | Christian Schreider                    | SPD                                    | 32,8                                   |
| 2025 | kein – ungenügende Zweitstimmendeckung | kein – ungenügende Zweitstimmendeckung | kein – ungenügende Zweitstimmendeckung | kein – ungenügende Zweitstimmendeckung |

## Wahlergebnisse

### Bundestagswahl 2025
| Kandidaten                                                                      | Kandidaten          | Parteien/Listen     | Erststimmen | Erststimmen | Zweitstimmen | Zweitstimmen |
| Kandidaten                                                                      | Kandidaten          | Parteien/Listen     | Stimmen     | %           | Stimmen      | %            |
| ------------------------------------------------------------------------------- | ------------------- | ------------------- | ----------- | ----------- | ------------ | ------------ |
|                                                                                 | Christian Schreider | SPD                 | 42.212      | 26,2        | 31.416       | 19,4         |
|                                                                                 | Sertac Bilgin       | CDU                 | 43.626      | 27,1        | 44.478       | 27,5         |
|                                                                                 | Armin Grau          | GRÜNE               | 12.367      | 7,7         | 14.377       | 8,9          |
|                                                                                 | Eric von Nagel      | FDP                 | 5.736       | 3,6         | 7.095        | 4,4          |
|                                                                                 | Stefan Scheil       | AfD                 | 37.119      | 23,1        | 37.872       | 23,4         |
|                                                                                 | Hans Arndt          | FREIE WÄHLER        | 4.618       | 2,9         | 2.871        | 1,8          |
|                                                                                 | Jonas Leibig        | Die Linke           | 7.794       | 4,8         | 11.028       | 6,8          |
|                                                                                 | —                   | Tierschutzpartei    | –           | –           | 2.194        | 1,4          |
|                                                                                 | —                   | Die PARTEI          | –           | –           | 790          | 0,5          |
|                                                                                 | Burak Bağiş         | Volt                | 1.481       | 0,9         | 1.028        | 0,6          |
|                                                                                 | —                   | ÖDP                 | –           | –           | 180          | 0,1          |
|                                                                                 | —                   | MLPD                | –           | –           | 45           | 0,0          |
|                                                                                 | Timo Weber          | Bündnis Deutschland | 640         | 0,4         | 412          | 0,3          |
|                                                                                 | Jan Mohammad        | BSW                 | 5.432       | 3,4         | 7.876        | 4,9          |
| Gesamt                                                                          | Gesamt              | Gesamt              | 161.025     | 100         | 161.662      | 100          |
|                                                                                 |                     |                     |             |             |              |              |
| Ungültige Stimmen                                                               | Ungültige Stimmen   | Ungültige Stimmen   | 2.081       | 1,3         | 1.444        | 0,9          |
| Wähler                                                                          | Wähler              | Wähler              | 163.106     | 79,2        | 163.106      | 79,2         |
| Wahlberechtigte                                                                 | Wahlberechtigte     | Wahlberechtigte     | 205.998     |             | 205.998      |              |
|                                                                                 |                     |                     |             |             |              |              |
| Anmerkung: kein Kandidat hat ein Direktmandat bekommen (siehe Wahlrechtsreform) |                     |                     |             |             |              |              |
|                                                                                 |                     |                     |             |             |              |              |
| Quellen: Die Bundeswahlleiterin, Kandidaten – Stimmen                           |                     |                     |             |             |              |              |

### Bundestagswahl 2021
Die Bundestagswahl 2021 fand am Sonntag, dem 26. September 2021 statt. Dabei konnte Christian Schreider für die SPD das Wahlkreismandat von der CDU zurückerobern.
| Direktkandidat       | Partei                                               | Erststimmen in % | Zweitstimmen in % |
| -------------------- | ---------------------------------------------------- | ---------------- | ----------------- |
| Torbjörn Kartes      | CDU                                                  | 25,0             | 22,0              |
| Christian Schreider  | SPD                                                  | 32,8             | 29,9              |
| Stefan Scheil        | AfD                                                  | 11,6             | 11,8              |
| Michael Goldschmidt  | FDP                                                  | 9,0              | 12,0              |
| Armin Grau           | GRÜNE                                                | 11,2             | 11,8              |
| Liborio Ciccarello   | DIE LINKE                                            | 3,0              | 3,0               |
| Hans Arndt           | FREIE WÄHLER                                         | 4,9              | 3,1               |
| –                    | Die PARTEI                                           | –                | 0,9               |
| –                    | PIRATEN                                              | –                | 0,4               |
| –                    | ÖDP                                                  | –                | 0,1               |
| –                    | NPD                                                  | –                | 0,2               |
| –                    | V-Partei³                                            | –                | 0,1               |
| Liselotte Seiberth   | MLPD                                                 | 0,1              | 0,0               |
| Alexander Kiesow     | dieBasis                                             | 1,3              | 1,1               |
| –                    | DiB                                                  | –                | 0,1               |
| Markus Böhm          | LKR                                                  | 0,1              | 0,1               |
| –                    | Die Humanisten                                       | –                | 0,1               |
| –                    | Tierschutzpartei                                     | –                | 1,8               |
| –                    | Team Todenhöfer                                      | –                | 0,8               |
| –                    | Volt                                                 | –                | 0,5               |
| Bernd Michael Hackel | AusUnsrerMitte                                       | 0,3              | –                 |
| Martin Schöne        | Klimaliste                                           | 0,4              | –                 |
| Reiner Bechtel       | Politik durch Bodenständigkeit und Bürgerbeteiligung | 0,4              | –                 |

### Bundestagswahl 2017
Die Bundestagswahl 2017 fand am Sonntag, dem 24. September 2017 statt.
| Direktkandidat     | Partei       | Erststimmen in % | Zweitstimmen in % |
| ------------------ | ------------ | ---------------- | ----------------- |
| Torbjörn Kartes    | CDU          | 32,1             | 30,9              |
| Doris Barnett      | SPD          | 31,9             | 25,0              |
| Dirk Raik Dreher   | GRÜNE        | 5,5              | 7,3               |
| Thomas Schell      | FDP          | 7,5              | 10,2              |
| Gerald Unger       | DIE LINKE    | 5,6              | 6,7               |
| Marcus Künster     | AfD          | 14,5             | 15,5              |
| –                  | PIRATEN      | –                | 0,6               |
| Hans Arndt         | FREIE WÄHLER | 2,6              | 1,5               |
| –                  | NPD          | –                | 0,4               |
| –                  | ÖDP          | –                | 0,2               |
| Madeleine Stockert | MLPD         | 0,3              | 0,1               |
| –                  | BGE          | –                | 0,2               |
| –                  | Die PARTEI   | –                | 1,1               |
| –                  | V-Partei³    | –                | 0,3               |

### Bundestagswahl 2013
Die Bundestagswahl 2013 fand am Sonntag, dem 22. September 2013, statt.
Es traten 14 Parteien in Rheinland-Pfalz landesweit gegeneinander an. Dies entschied der Landeswahlausschuss in einer öffentlichen Sitzung am 26. Juli 2013 in Mainz. Damit erhielten alle Parteien eine Zulassung, die fristgerecht bis zum 15. Juli ihre Landeslisten und weitere Unterlagen eingereicht hatten.
Die Reihenfolge der zugelassenen Landeslisten auf dem Stimmzettel richtet sich zunächst nach der Zahl der Zweitstimmen, die die jeweilige Partei bei der letzten Bundestagswahl im Land erreicht hat (Listenplätze 1 – 10):
CDU, SPD, FDP, GRÜNE, Die Linke, PIRATEN, NPD, REP, ÖDP und MLPD. Neu kandidierende Listen schließen sich in alphabetischer Reihenfolge ihres Namens an (Listenplätze 11 – 14): Alternative für Deutschland (AfD), Bürgerbewegung pro Deutschland (pro Deutschland), Freie Wähler und die Partei der Vernunft.
| Direktkandidat     | Partei                         | Erststimmen in % | Zweitstimmen in % |
| ------------------ | ------------------------------ | ---------------- | ----------------- |
| Maria Böhmer       | CDU                            | 43,3             | 39,0              |
| Doris Barnett      | SPD                            | 35,6             | 29,5              |
| Thomas Schell      | FDP                            | 2,5              | 5,2               |
| Romeo Franz        | Bündnis 90/Die Grünen          | 4,8              | 7,2               |
| Gerald Unger       | Die Linke                      | 4,9              | 5,6               |
| Roman Schmitt      | Piratenpartei                  | 2,8              | 2,5               |
| Heinz Neumann      | NPD                            | 1,8              | 1,4               |
| Marco Steigert     | Die Republikaner               | 1,6              | 1,2               |
| —                  | ÖDP                            | —                | 0,2               |
| Madeleine Stockert | MLPD                           | 0,2              | 0,1               |
| —                  | AfD                            | —                | 6,0               |
| —                  | Bürgerbewegung pro Deutschland | —                | 0,2               |
| Hans Arndt         | Freie Wähler                   | 2,6              | 1,4               |
| —                  | Partei der Vernunft            | —                | 0,3               |

Doris Barnett von der SPD konnte über die Landesliste in den Bundestag einziehen.

### Bundestagswahl 2009
| Direktkandidat         | Partei                | Erststimmen in % | Zweitstimmen in % | Bundestagswahl 2005 Zweitstimmen in % |
| ---------------------- | --------------------- | ---------------- | ----------------- | ------------------------------------- |
| Maria Böhmer           | CDU                   | 38,4             | 32,4              | 33,7                                  |
| Doris Barnett          | SPD                   | 32,4             | 26,8              | 37,4                                  |
| Ralf Marohn            | FDP                   | 8,6              | 14,9              | 10,4                                  |
| Bernhard Braun         | Bündnis 90/Die Grünen | 6,2              | 8,6               | 7,0                                   |
| Kathrin Senger-Schäfer | Die Linke.            | 8,6              | 10,3              | 5,8                                   |
| Ronald Neumann         | NPD                   | 1,2              | 1,2               | 1,5                                   |
| Marco Steigert         | REP                   | 2,4              | 2,4               | 2,8                                   |
| –                      | FAMILIE               | –                | 1,0               | 1,1                                   |
| –                      | PBC                   | –                | 0,2               | 0,3                                   |
| Madeleine Stockert     | MLPD                  | 0,1              | 0,1               | 0,2                                   |
| –                      | DVU                   | –                | 0,1               | –                                     |
| –                      | ödp                   | –                | 0,2               | –                                     |
| Philipp Scherer        | PIRATEN               | 2,1              | 2,0               | -                                     |

Doris Barnett (SPD) und Kathrin Senger-Schäfer (Die Linke.) sind über die jeweiligen Landeslisten in den Bundestag eingezogen.